# Запрещающие и ограничивающие знаки

Запрещающие знаки — дорожные знаки согласно разделу «Г» Венской конвенции о дорожных знаках и сигналах.
Форма — круглая, фон — белый, цвет рисунков — чёрный. Вводят или отменяют определенные ограничения в движении. Действие знаков начинается непосредственно с того места, где они установлены, на ту сторону проезжей части, на которой они установлены и распространяют своё действие до первого перекрёстка или до конца населённого пункта.
Интересно, что в знаках Венской конвенции перечёркивание слева вниз направо (\) означает «запрещено», перечёркивание справа вниз налево (/) — «закончилось».

## Запрещающие и ограничивающие знаки
- Знак запрета